# Lijst van voetbalinterlands Australië - Hongarije
Deze lijst van voetbalinterlands is een overzicht van alle officiële voetbalwedstrijden tussen de nationale teams van Australië en Hongarije. De landen hebben tot op heden drie keer tegen elkaar gespeeld. De eerste ontmoeting was een vriendschappelijke wedstrijd in Boedapest op 2 april 1997. Het laatste duel, eveneens een vriendschappelijke wedstrijd, vond plaats op 9 juni 2018 in de Hongaarse hoofdstad. Voor het Australisch voetbalelftal was dit een oefenwedstrijd in de voorbereiding op het Wereldkampioenschap voetbal 2018.

## Wedstrijden
| № | Plaats    | Datum            | Competitie        | Wedstrijd             | Uitslag |
| - | --------- | ---------------- | ----------------- | --------------------- | ------- |
| 1 | Boedapest | 2 april 1997     | Vriendschappelijk | Hongarije − Australië | 1 − 3   |
| 2 | Boedapest | 23 februari 2000 | Vriendschappelijk | Hongarije − Australië | 0 − 3   |
| 3 | Boedapest | 9 juni 2018      | Vriendschappelijk | Hongarije − Australië | 1 − 2   |

## Samenvatting
| Competitie        | Totaal gespeeld | Winst Australië | Gelijk | Winst Hongarije | Doelsaldo Australië – Hongarije |
| ----------------- | --------------- | --------------- | ------ | --------------- | ------------------------------- |
| Vriendschappelijk | 3               | 3               | 0      | 0               | 8 − 2                           |
| Totaal            | 3               | 3               | 0      | 0               | 8 − 2                           |

Wedstrijden bepaald door strafschoppen worden, in lijn met de FIFA, als een gelijkspel gerekend.

## Details

### Derde ontmoeting
| Vriendschappelijk (Boedapest, Hongarije, 9 juni 2018): |            |                                          |
| Hongarije | 1 – 2      | Australië                                |
| Trent Sainsbury 88' (e.d.) | goals      | 74' Daniel Arzani 90' (e.d.) Tamás Kádár |
| Georges Leekens | bondscoach | Bert van Marwijk                         |
| - Debuut van Kevin Varga (DVSC Teva) voor Hongarije. - Laatste oefenwedstrijd van Australië voor de start van het Wereldkampioenschap voetbal 2018 in Rusland. |            |                                          |